# تپه باستانی ینگی امام
این محوطه باستانی شامل تپه‌ای به ارتفاع حدودی ۱۴ متر است که در حاشیه جاده قدیم هشتگرد به کرج و در سمت چپ ورودی شهرک ینگی امام واقع شده است. بیشتر سفالینه‌های مکشوفه مربوط به اوایل دوران اسلامی و مقداری هم سفالهای قرمز خشن مربوط به دوران تاریخی را شامل می‌شود.